# أتلتيكو ناسيونال
المؤسسة الوطنية للألعاب الرياضية (بالإسبانية: Corporación Deportiva Atlético Nacional)‏ أو كما يعرف بـ أتلتيكو ناسيونال هو نادِ كرة قدم كولومبي يلعب في دوري الدرجة الأولى. تم تأسيس النادي في سنة 1947. مقر النادي في ميديلين، وهو نادي واحد من ثلاثة أندية لعبت فقط في كل بطولة بالدرجة الأولى في تاريخ البلاد، والفريقان الآخران هما ميلوناريوس وسانتا في.
تأسس أتلتيكو ناسيونال في 7 مارس 1947 باسم نادي أتلتيكو ميديلين من قبل لويس ألبرتو فيليخاس لوبيز، ووفقًا لكونميبول، فإن أتلتيكو ناسيونال هو النادي الذي يضم أكبر عدد من المشجعين في كولومبيا. يلعب أتلتيكو ناسيونال مبارياته على أرضه على ملعب أتاناسيو خيراردوت الذي يتسع لـ 45943. كما يشترك في الملعب مع منافسيه المحليين مثل إندبندينتي ميديلين، الذي يواجه الفريقان بعضهما البعض في ديربي يُعرف باسم El Clásico Paisa ، والذي يُعد أحد أهم ديربيات البلاد. لدى أتلتيكو ناسيونال أيضًا تنافس مع فريق ميليوناريوس، وهو الفريق الذي نشأ بعد كأس ليبرتادوريس عام 1989.
يعتبر أحد أقوى الأندية في كولومبيا، وهو أحد الأندية الأكثر فوزا في البلاد بـ17 لقباً في الدوري، وأربعة كؤوس، ولقبين في دوري السوبر الكولومبي، بإجمالي 22 لقباً محلياً، مما يجعله أنجح فريق في كولومبيا. كما كان أول نادٍ كولومبي يفوز بكأس ليبرتادوريس في عام 1989، وبعد فوزه باللقب مرة أخرى في عام 2016، كان الفريق الكولومبي الأكثر نجاحًا في تلك البطولة. كما أن لديها أكبر عدد من الألقاب الدولية بين أي نادٍ كولومبي، بعد أن فاز أيضًا بكأس كوبا ميركونورتي مرتين، وكأس أمريكا الجنوبية مرتين، وكوبا سود أمريكانا مرة واحدة، ليصبح المجموع سبعة ألقاب دولية.
في عام 2016، صنف الاتحاد الدولي لتاريخ وإحصاءات كرة القدم (IFFHS) أتلتيكو ناسيونال كأفضل نادٍ لكرة القدم في العالم، ليصبح أول نادٍ في أمريكا الجنوبية وأول نادٍ خارج أوروبا يحصل على هذا التكريم. كما تم تصنيفه كأفضل نادٍ كولومبي في القرن الحادي والعشرين. يُنسب لناسيونال أيضًا كأفضل فريق كولومبي في بطولات أندية كونميبول ويحتل المركز الثالث في الترتيب الرسمي لأندية كوبا ليبرتادوريس.